# 12175 Wimhermans
12175 Wimhermans è un asteroide della fascia principale. Scoperto nel 1977, presenta un'orbita caratterizzata da un semiasse maggiore pari a 3,1048958 UA e da un'eccentricità di 0,1872381, inclinata di 2,88973° rispetto all'eclittica. L'asteroide è dedicato allo scrittore olandese Willem Frederik Hermans.